# FIDIC (Міжнародна федерація інженерів-консультантів)
FIDIC (від фр. Fédération Internationale Des Ingénieurs-Conseils, англ. International Federation of Consulting Engineers) — Міжнародна федерація інженерів-консультантів. Заснована в Бельгії в 1913 році. Країни-засновниці: Бельгія, Франція і Швейцарія.
FIDIC — найбільша міжнародна організація у сфері будівельного консультування, яка на початок 2018 року об'єднувала 98 національних та 67 афільованих і асоційованих асоціацій, представляючи понад мільйон практикуючих інженерів-консультантів будівельного профілю в 104 країнах світу. FIDIC проводить політику глобалізації, сталого розвитку та інтегративного розуміння бізнесу. Членство в FIDIC передбачає виконання Хартії FIDIC про норми професійної етики та поведінки інженерів-консультантів. Основна мета FIDIC — регулювання взаємовідносин учасників міжнародних інвестиційно-будівельних процесів на основі розробки та публікації типових форм контрактів.
Штаб-квартира FIDIC знаходиться у Женеві (Швейцарія), World Trade Center II.
Керівним органом FIDIC є Генеральна Асамблея, яка обирає президента (на цей час Ален Бентежак, Франція).
Виконавчий директор організації — Енріко Вінк.

## Історія FIDIC
З бурхливим розвитком у багатьох країнах світу на початку 20 століття інституту інженерів-консультантів, виникла необхідність в координації їх діяльності. З цією метою в ряді країн були створені національні асоціації інженерів консультантів, первинним завданням яких було вироблення єдиних стандартів якості послуг, що надаються незалежними інженерами- консультантами. У 1903 році утворюється асоціація інженерів консультантів у Німеччині, у 1904 році — Данії, у 1905 році — США, у 1908 році — у Великій Британії, далі в Бельгії, Нідерландах, Швеції, Франції. У 1914 році була створена Польсько-Російська асоціація інженерів-консультантів.
Подальший розвиток міжнародних зв'язків і формування інтернаціонального інвестиційно-будівельного ринку викликали необхідність в обміні досвідом і координації діяльності інженерів-консультантів різних країн.
У 1913 році, в ході проведення міжнародної промислової виставки в Бельгії, за ініціативи національних асоціацій Бельгії і Франції відбувся перший конгрес інженерів консультантів, на якому була заснована FIDIC — Міжнародна федерація інженерів консультантів.
Спочатку діяльність FIDIC була націлена на створення міжнародної методологічної бази, яка б регламентувала діяльності інженерів консультантів. Слід зазначити, що в різних країнах існували й існують донині різні підходи до вирішення питань, що регламентують діяльність інженерів консультантів.
Згодом функції Міжнародної федерації інженерів-консультантів розширилися, і зараз FIDIC основні зусилля концентрує на розробці і публікації типових форм контрактів для використання з метою регулювання взаємовідносин учасників міжнародних інвестиційно-будівельних процесів.
В середині 60-х років FIDIC, спільно зі Всесвітнім банком, розробили і створили «Червону книгу», яка являє собою «Умови контракту на спорудження об'єктів цивільного будівництва». Відразу ж вона була рекомендована для загального застосування і успішно використовувалася при будівництві об'єктів, при цьому тільки після проведення міжнародного конкурсу надавався будівельний підряд.

## Стратегія діяльності FIDIC
Представляючи інженерно-консалтингову індустрію в світовому масштабі, FIDIC ставить за мету:
- визнання в якості міжнародного органу з питань, що відносяться до інжинірингової діяльності;
- підвищення іміджу інженерів-консультантів;
- сприяння інжинірингово-консалтингової індустрії у світовому масштабі.
- підвищення якості робіт і послуг;
- активне просування етичних норм і принципів комерційної чесності;
- пропаганду прихильності до сталого розвитку.

Основою діяльності FIDIC в цьому напрямку є розроблення  і публікація типових форм контрактів між замовником та підрядником, замовником та інженером.

## Типові проформи контрактів FIDIC
Проформи контрактів FIDIC — це комплексна система правил і норм, відпрацьована на практиці. Договір FIDIC захищає інвестора і будівельну компанію, так як у документі ризики і відповідальність розподіляються між замовником, підрядником та інженером-консультантом. Робота за стандартами FIDIC зручна інвесторам і будівельним компаніям, які працюють за кордоном або приваблюють в Україну іноземні компанії, а також тим українським компаніям, які планують брати участь у тендерах світових і європейських фінансових структур.
Першими «лобістами» проформ FIDIC можна вважати міжнародних кредиторів, керованих цілком виправданим намаганням захистити себе від несподіванок та небезпек на локальних ринках, а також прагненням заощадити ресурси на розробленні індивідуалізованих форм контрактів із залученням локальних фахівців і врахуванням місцевої специфіки.
Необхідність застосування саме проформ FIDIC і сьогодні в більшості випадків продиктована умовами надання міжнародного фінансування. Контракти FIDIC — це свого роду «пароль» доступу до міжнародних інвестицій, передусім якщо йдеться про масштабні інфраструктурні проекти.
FIDIC розроблено типові контракти на спорудження об'єктів цивільного будівництва, електромонтажні роботи та роботи з монтажу механічного обладнання, проектування, будівництво та здача об'єктів «під ключ» — всього понад 40 видань. Проформи контрактів FIDIC -найбільш поширені шаблони, якими користуються Світовий банк, Європейський банк реконструкції та розвитку, а також Європейський інвестиційний банк.
На замовлення фінансових установ і організацій FIDIC були розроблені перші форми договорів, в яких особливе місце приділено представнику замовника (в деяких Книгах іменується як «Інженер»). Це свого роду технічний контролер, який виступає представником замовника на будівельному майданчику, приймає важливі технічні рішення, контролює процеси оплати, якість і порядок виконання робіт тощо.
Починаючи з 60-х років XX століття FIDIC проводить значну роботу щодо уніфікації договорів у різних сферах будівництва.
Всього FIDIC розроблено дев'ять основних проформ контрактної документації.
Спочатку було випущено п'ять книг:
- «Умови контракту на спорудження об'єктів цивільного будівництва» («Червона книга») — «Conditions of Contract for Works in Civil Engineering Construction» («Red Book»).

«Червону Книгу» рекомендується використовувати для більшості об'єктів цивільного будівництва, при виконанні відносно простих робіт невеликої тривалості. «Червона книга» розроблена таким чином, щоб забезпечити найкращі умови для проектування і будівництва об'єкта за проектом замовника (або за його дорученням), але це не виключає можливість здійснення деяких проектних робіт самим підрядником і / або здійснення поставки і установки електромеханічних систем. Також «Червона Книга» дозволяє замовнику самостійно виконувати деякі проектні роботи.
Завдяки розробленню і публікації «Червоної книги» у світовій практиці вперше був реалізований механізм врахування особливостей національного законодавства та специфіки кожного об'єкта будівництва.
- «Типовий договір між замовником і консультантом на надання послуг» («Біла книга») — «Client / Consultant Model Services Agreement» («White Book»).

«Біла книга» рекомендована для укладення контракту з інженером із залученням іноземних інвестицій. Книга охоплює типові обов'язки інженера-консультанта на всіх етапах реалізації проекту:
```
  - супровід проектування об'єкта;
  - виконання функцій технічного нагляду;
  - управління проектом;
  - управління будівництвом;
  - юридичний супровід;
  - проведення будь-яких експертиз;
  - вирішення проблемних ситуацій та врегулювання спорів.
```

- «Умови контракту на проектування, будівництво і здачу об'єктів „під ключ“ („Помаранчева книга“) — „Conditions of Contract for Design-Build and Turnkey“ („Orange Book“).

„Помаранчева книга“ рекомендована до використання при проведенні міжнародних тендерів на будівництво об'єктів, для спорудження об'єктів „під ключ“, в рамках яких вимоги замовника зазвичай включають будівництво повністю обладнаного і готового до експлуатації об'єкта. Контракти на будівництво „під ключ“ включають проектування, будівництво, інженерне забезпечення та монтаж обладнання. При цьому обсяги відповідних робіт визначаються в інших документах контракту.
- „Умови контракту на електромонтажні роботи і роботи з монтажу механічного устаткування“ („Жовта книга“) — „Conditions of contract for Electrical and Mechanical Works“ („Yellow Book“).

„Жовта книга“ рекомендуються при постачанні і монтажі електричного та/або механічного обладнання, а також при розробці проекту і виконання будівельних або інженерних робіт. В рамках звичайного контракту такого типу Підрядник розробляє проект і, відповідно до вимог Замовника, здійснює монтаж обладнання та/або інші види робіт, які можуть включати будь-яку комбінацію інженерно-інфраструктурних, механічних, електричних та/або будівельних робіт.
- „Умови субдоговорів на спорудження об'єктів цивільного будівництва“ — „Conditions of Subcontract for Works in Civil Engineering Construction“.

У 1999 році було розроблено ще чотири проформи:
- „Умови контракту на будівництво“ („Нова Червона книга“) — „Conditions of Contract for Construction, First Edition“, (1999 Red Book) — рекомендуються при проведенні будівельних або інженерних робіт, спроектованих замовником або його представником, інженером.
- „Умови контракту на поставку обладнання, проектування і будівництво“ („Нова Жовта книга“) — „Conditions of Contract for Plant and Design and Build, First Edition“ (Yellow Book), 1999.

„Нова Жовта книга“ рекомендуються при постачанні і монтажі електричного та/або механічного обладнання, а також при розробці проекту і виконанні будівельних або інженерних робіт.
- „Умови контракту для проектів, які виконуються“ під ключ» («Срібна книга») — «Condition for Contract for EPC Turnkey, First Edition» («Silver Book»), 1999.

«Срібна книга» може застосовуватися при спорудженні «під ключ» повністю обладнаного і готового до експлуатації заводу, електростанції, об'єкта інфраструктури або іншого аналогічного об'єкта, де, по-перше, важлива точність оцінки кінцевої вартості об'єкта і термінів його виконання, і, по-друге, підрядник несе всю повноту відповідальності за розробку проекту і здійснення робіт з мінімальною участю замовника.
- «Скорочена форма контракту» («Зелена книга») — «Short Form of Contract, First Edition» («Green Book»), 1999.

«Зелена книга» рекомендується при виконанні будівельних та інженерних робіт з відносно невеликим обсягом інвестицій і без залучення субпідрядних організацій. Підрядник здійснює всі види робіт відповідно до проекту замовника.
У порівнянні з іншими типовими контрактами Скорочена форма контракту складена максимально просто. Однак, Скорочена форма контракту передбачає значне збільшення обсягу роботи замовника з підготовки специфікацій та креслень, які повинні описувати вимоги до всього обсягу робіт, включаючи, якщо це необхідно, виконання проектних робіт підрядником. Крім того, Скорочена форма контракту не передбачає призначення інженера або представника замовника, як того вимагають інші контракти, розроблені FIDIC. Відповідні функції покладаються на самого замовника або уповноважену ним особу.
Останніми роками вийшли:
- «Умови контракту на проектування, будівництво та експлуатацію». FIDIC Conditions of contract for design, build and operate projects (DBO), 2008.
- Тендерні процедури «Гармонізоване видання Міжнародних Банків Розвитку», 2010.
- Нова Біла книга — «White book 2017»  Sub-consultancy agreement and model joint venture (consortium) agreement between consultants 2nd edition 2017.
- Нові книги FIDIC 2017 — «Червона», «Жовта», «Срібна».

Типові контракти FIDIC покликані забезпечити баланс інтересів замовника і підрядника. Однак існує принцип пріоритетного забезпечення прав і законних інтересів замовників, які, як правило, не є професійними учасниками будівельного ринку, не володіють спеціальними знаннями у цій сфері.
З огляду на це в типових контрактах FIDIC детально прописуються обов'язки підрядників і використовується багатоступінчаста система засобів забезпечення  якісного і своєчасного виконання підрядником покладених на нього зобов'язань.
За своєю структурою проформи зазвичай схожі і складаються з таких основних елементів:
- Оферта.
- Акцепт.
- Договір підряду.
- Загальні умови.
- Особливі умови.
- Програми та графіки.

Проформами FIDIC передбачений механізм врахування особливостей національного законодавства та специфіки кожного об'єкта будівництва. Для цього в контракті присутні дві частини.
Перша частина «Загальні умови контракту» — юридично вивірені положення контракту, які підходять для будь-якого будівельного проекту і мають включатися у контракт без змін або з мінімальними змінами.
Друга частина «Особливі умови», пов'язана з першою частиною перехресними посиланнями, дозволяє юридично коректно врахувати конкретні умови, що випливають з вимог національного законодавства та особливостей проекту.
Окрім проформ типових контрактів, FIDIC публікує докладні коментарі, методичні посібники та рекомендації щодо застосування кожного із зазначених типових контрактів, нормативи контрактної документації та угод між замовником і консультантом, форми для проведення тендерів, інформаційні дані для інженерів консультантів, замовників, кваліфікаційні анкети, звіти про заходи, організатором яких виступає FIDIC, а також інші документи, що регламентують відносини між учасниками інвестиційно-будівельної діяльності.
Умови типових контрактів, розроблені FIDIC, перекладені багатьма мовами і широко використовуються при виконанні як міжнародних, так і національних будівельних проектів. Ці документи застосовують фінансові організації, державні і приватні замовники в багатьох країнах світу.
FIDIC розробляє і публікує типові умови контрактів для використання у всіх країнах світу, і закликає країни, які не беруть участі у Федерації, до вироблення єдиної концепції та загальних правил проведення торгів (тендерів), розроблення єдиних норм і типових форм контрактної документації, які б було можливо застосовувати у всіх країнах світу.

## Навчально-практичні модулі FIDIC
Навчально-практичні курси FIDIC було розроблено з метою якомога ширшого огляду типових форм контрактів, які на цей час застосовуються. Зазвичай дводенні заняття за кожним модулем, окрім теоретичної частини, включають практичні вправи і дискусії. Заняття проводяться ліцензованими тренерами FIDIC: міжнародними експертами, які мають глибокі знання щодо методології контрактів FIDIC та практичний досвід їх застосування в міжнародних проектах. Навчальні матеріали, що надаються учасникам семінарів, включають як тексти контрактів FIDIC, безпосередньо пов'язані з тематикою занять, так і приклади з ділової практики, копії презентаційних матеріалів та робочі книги з тематичними дослідженнями і практичними вправами. За результатами навчання видається сертифікат учасника.
П'ять основних модулів, що безпосередньо пов'язані з договорами FIDIC, докладно пояснюють їх зміст та практику застосування. Крім того, існує ряд спеціальних договірних модулів, а також модуліділової практики, пов'язані зі створенням, розвитком і організацією бізнесу, управлінням якістю і персоналом, закупівлями, фінансовим менеджментом та іншими аспектами діяльності компаній. Запроваджено програми навчання молодих спеціалістів, он-лайн курси тощо.
Ефективне сприйняття навчальних модулів FIDIC забезпечується шляхом залучення до навчання представників різних ланок інжинірингової діяльності в будівництві, узагальнення та переосмислення отриманої інформації, і головне — шляхом комплексного вивчення основних модулів єдиним курсом, з дотриманням логічної послідовності викладання.

## FIDIC— європейські представництва
EFCA (Європейська федерація інжинірингово-консалтингових асоціацій) представляє FIDIC у Європі і об'єднує 26 професійних національних асоціацій FIDIC європейських країн.
EFCA — недержавна некомерційна організація, яка є єдиною європейською федерацією, що представляє європейську галузь інжинірингово-консалтингових та суміжних послуг, яка об'єднує понад мільйон фахівців. Заснована в 1992 році. Обсяг інженерних консультацій, які надають члени національних асоціацій, що входять до складу EFCA, становить понад 150 млрд євро на рік, і забезпечує залучення інвестицій у інфраструктурні і промислові проекти близько 1300 млрд євро.
EFCA ставить за мету:
- просування європейської консалтингової спільноти в Європі та на міжнародному рівні,
- вплив на законодавство Європейського Союзу з питань інжкнкрного консультування;
- сприяння чесній конкуренції і прозорим правилам закупівель;
- формування бізнес-платформи для національних асоціацій і компаній у сфері інжинірингу.

Для досягнення своїх цілей FIDIC, використовуючи і представництва EFCA організовує щорічні форуми та конференції для обміну досвідом між своїми членами, навчальні курси та семінари, публікує звіти і плани розвитку FIDIC.

## АІКУ, член FIDIC від України
Повноважним представником FIDIC в Україні є Асоціація Інженерів-Консультантів України (АІКУ), англ. Association of Engineers-Consultants of Ukraine (AECU).
27 вересня 2016 року Генеральна Асамблея FIDIC у Маракеш (Марокко) обрала Асоціацію Інженерів-Консультантів України (АІКУ) повним членом FIDIC від України.
В кожній країні може бути тільки одна національна асоціація - член FIDIC.
Асоціація інженерів-консультантів України (АІКУ) зареєстрована 20 березня 2008 року.

## FIDIC і EFCA в Україні
Україна в особі Міждержавної гільдії інженерів-консультантів (МГІК) першою з пострадянських країн отримала представництво в EFCA.
На початку червня 2017 року в Копенгагені (Данія) відбулася щорічна конференція EFCA. На запрошення керівництва Федерації в роботі конференції взяв участь президент МГІК Непомнящий Олександр Михайлович. У перший день засідання Генеральна Асамблея EFCA ухвалила рішення про прийняття МГІК до складу EFCA.
Представництво Гільдії у діяльності EFCA дозволило спростити процес налагодження горизонтальних зв'язків між українськими інжинірингово-консалтинговими організаціями та європейськими колегами. Це дозволило впроваджувати новий досвід у сфері надання інжинірингово-консалтингових послуг і застосування на практиці типових форм міжнародно визнаних контрактів. Таке членство розширює можливості українських фахівців надавати послуги зарубіжним будівельним компаніям на українському ринку.

## Міждержавна гільдія інженерів-консультантів (МГІК)

Міждержавна гільдія інженерів-консультантів

МГІК (Громадська спілка «Міждержавна гільдія інженерів-консультантів») — незалежне професійне об'єднання, що ставить за мету приведення існуючої в Україні моделі ринку інжинірингових та консалтингових послуг до загальновизнаних міжнародних стандартів.
Центральний офіс знаходиться в Києві, проспект Соборності, 15/17.
МГІК як афільованим членом FIDIC та член EFCA має широке коло партнерів в Україні та за кордоном, а також певний досвід організаційно-методичної допомоги компаніям щодо підготовки до участі в конкурсах з надання послуг інженера-консультанта за проектами, які фінансуються міжнародними фінансовими організаціями. Гільдія надає послуги управління проектом і ризиками.
Засновниками МГІК виступили саморегулівні організації «Асоціація експертів будівельної галузі» та «Гільдія інженерів технічного нагляду».
Президент МГІК — Олександр Непомнящий, Заслужений будівельник України, доктор наук з державного управління, доцент, професор кафедри публічного адміністрування Міжрегіональної академії управління персоналом, керівник Наукової школи управління ризиками при будівництві та експлуатації об'єктів нерухомості.

### Мета МГІК
- розвиток і вдосконалення вітчизняного ринку консультаційних та інжинірингових послуг у будівельній галузі шляхом запровадження інституту інженерів-консультантів;
- підвищення ролі і важливості стандартів FIDIC в Україні;
- захист прав і законних інтересів членів МГІК;
- підвищення конкурентоспроможності членів МГІК;
- реалізація високих етичних стандартів, які застосовуються в роботі інженерів-консультантів;
- ефективна участь у боротьбі з проявами корупції в будівельній галузі.

### Діяльність МГІК
1. Участь в адаптації вітчизняного законодавства у сфері містобудування до вимог, встановлених законодавством Європейського Союзу.
2. Участь у діяльності міжнародних об'єднань інженерів-консультантів.
3. Впровадження в ділову практику кодексу етики та чесності ведення бізнесу.
4. Підвищення кваліфікації інженерів-консультантів — членів МГІК.
5. Співпраця у галузі містобудування і пов'язаних з нею галузях з органами державної влади, органами місцевого самоврядування, громадськими об'єднаннями, підприємствами, установами та організаціями, фізичними особами.
6. Організація інформаційних та освітніх заходів конференцій, семінарів, лекцій, симпозіумів, нарад, тренінгів, інших заходів, спрямованих на підвищення рівня кваліфікації фахівців у галузі містобудування і пов'язаних з нею галузях.
7. Сприяння обміну знаннями та досвідом як між учасниками вітчизняного ринку інжинірінгових та консалтингових послуг, так і закордонними колегами. Організація інформаційних та освітніх заходів.

### Професійні кадри
Фахівцями МГІК є кандидати і доктори наук, вчені, професіонали з досвідом господарської, управлінської та громадської, у тому числі міжнародної, діяльності.
Група провідних фахівців МГІК пройшла навчання за всіма основними модулями, безпосередньо пов'язаними з договорами FIDIC, отримавши сертифікати.
Представники МГІК — ініціатори запровадження демократичного саморегулювання містобудівного середовища як інструменту громадського контролю та боротьби з корупцією.

### Членство в МГІК
Учасникам, що ввійшли в Гільдію, забезпечується представництво інтересів перед національними і міжнародними органами та владними інституціями. Гільдія спрощує пошук партнерів за відповідними напрямами діяльності, у тому числі за кордоном, забезпечує надання актуальної інформації про міжнародні проекти, які реалізуються в Україні. Членів МГІК консультують щодо умов та порядку укладення договорів у відповідності до типових форм контрактів FIDIC, направляють до участі в інформаційних та освітніх заходах, конференціях, семінарах, у тому числі за участі представників закордонної інжинірингово-консалтингової спільноти та фахівців.
Члени МГІК залучаються  до участі у міжнародних проектах з розвитку Інформаційного моделювання будівель (Building Information Modeling, BIM). МГІК забезпечує медіацію та розгляд спорів у відповідності з керівними принципами арбітражу FIDIC.

### Методична допомога, що надається МГІК
- Надання консультацій з питань визначення переліку можливих ризиків, їх розподілу між учасниками реалізації проекту та управління ризиками під час реалізації проекту.
- Супровід процедури публічних закупівель з питань придбання товарів, виконання робіт, надання послуг.
- Методична допомога в частині підготовки контрактної документації на базі типових форм контрактів FIDIC (Замовник/Консультант, Замовник/Підрядник) з урахуванням вимог, встановлених законодавством України.
- Надання консультаційної та методичної допомоги з питань:

```
  - управління проектами;
  - управління змінами під час реалізації проекту;
  - організації документообігу під час реалізації проекту;
  - складання кошторисної документації, оптимізації витрат під час реалізації проекту;
  - охорони праці під час реалізації проекту.
```

- Ідентифікація ризиків у сфері публічних закупівель.
- Супровід учасників публічних закупівель в органах оскарження.
- Незалежний арбітраж при врегулюванні спорів та суперечок між учасниками проекту.
- Проведення навчальних тренінгів і семінарів у сфері публічних закупівель.
- Організація навчальних семінарів і тренінгів з питань договірних відносин у будівництві з урахуванням кращих світових практик.
- Консультування з питань залучення іноземних партнерів для спільної реалізації проектів у сфері інжинірингу на території України.
- Консультування з питань виходу вітчизняних інжинірингово-консалтингових підприємств на європейський ринок.
- Методична допомога з питань вибору інженера-консультанта.

Комплексні послуги з питань практичної реалізації інвестиційних проектів (проектів будівництва) замовники будівництва можуть замовити в інжинірингово-консалтингових підприємств і організацій — членів МГІК.

### Ситуація з впровадженням стандартів FIDIC в Україні
Президент МГІК Олександр Непомнящий: «На жаль, Україна не має практики широкого застосування проформ FIDIC. Особливо це відчутно в порівнянні з іншими постсоціалістичними країнами. Тому вважаю, що наш досвід сприятиме інтенсифікації процесу впровадження таких контрактів, що стане показником зрілості й цивілізованості вітчизняних компаній, їх інтегрованості до міжнародного бізнес-середовища».
«Однією з форм співпраці інженера-консультанта з будівельними фірмами, державними установами, що здійснюють контроль у цій галузі, є застосування типових контрактів FIDIC. Ця співпраця вимагає від інженерів-консультантів нових знань, розуміння норм і вимог, що є загальноприйнятими на світовому ринку, що, у свою чергу, потребує ініціативи про внесення змін до українського законодавства. Такі пропозиції вже знайшли певне відображення в законодавстві, однак основним рушієм їх впровадження є вимоги міжнародних фінансових організацій  – ключових кредиторів у реалізації інвестиційних проектів в Україні. У свою чергу проформи FIDIC часто інтегровані до тендерної документації МФО як загальновизнані інструменти, що акумулюють кращі світові практики. Вітчизняні компанії при цьому стикаються з викликами, які в певній мірі можуть бути вирішені шляхом навчання ключового персоналу за основними модулями FIDIC».
«Україна, вступивши у європейський простір надання інжинірингових та консалтингових послуг через, у тому числі, Міждержавну гільдію інженерів-консультантів, має привести своє правове поле в цій сфері до загальновизнаних міжнародних стандартів. Тому для членів Гільдії виникає потреба як власного навчання, так і донесення до уряду України політики урядів інших держав, у більшості саме держав Євросоюзу, у будівельній галузі».

### Практичні кроки з просування контрактів FIDIC в Україні
Вперше плани щодо запровадження контрактів FIDIC в Україні було визначено Державною програмою розвитку автомобільних доріг загального користування на 2007—2011 роки, затвердженою постановою Кабінету Міністрів України від 03.08.2005 № 710.
Відповідні завдання передбачалися також у:
- Концепції реформування системи державного управління автомобільними дорогами загального користування (розпорядження Кабінету Міністрів України від 20.09.2008 № 1096-р у редакції розпорядження від 03.09.2011 № 739-р);
- Плані заходів щодо реалізації зазначеної Концепції, затвердженому розпорядженням Кабінету Міністрів України від 3 серпня 2011 р. № 739-р. у редакції розпорядження від 31 березня 2015 № 432-р.;
- розпорядженні Кабінету Міністрів України від 16.03.2016 № 176-р «Про розподіл видатків державного бюджету, передбачених за бюджетною програмою 3111020 „Розвиток мережі та утримання автомобільних доріг загального користування“ на 2016 рік».

Стаття 6 Закону України «Про автомобільні дороги» з метою активізації інвестиційної діяльності, підвищення якості та ефективності дорожнього будівництва передбачає можливість застосування принципів та умов контрактів FIDIC під час будівництва та реконструкції автомобільних доріг.
З ініціативи і за участі МГІК наказом Мінекономрозвитку від 26.10.2017 № 1542 до Державного класифікатора професій ДК 003:2010 включено нову професію «інженер-консультант (будівництво)», а наказом Мінрегіону від 08.08.2017 № 192 (із змінами, внесеними наказом від 29.12.2017 № 350) затверджено кваліфікаційні характеристики цієї професії, що дозволить залучати українських спеціалістів до реалізації контрактів за вітчизняними і міжнародними формами договорів, у тому числі контрактів FIDIC.
Найбільші проекти, реалізовані за умовами контрактів FIDIC в Україні, — Термінал «В» аеропорту «Бориспіль», Бескидський тунель. Перспективними для реалізації є контракти в дорожньому будівництві та морських портах.